# Станиславівська фортеця

План Станиславівської фортеці, 1792

Макет Станіславської фортеці. Автори П. Ричков, Д. Романюк

Сучасний вигляд Фортечного провулка

Станиславівська фортеця (Станіславівська фортеця) — колишня фортифікаційна споруда, заснована в 1662, залишки якої нині є історико-архітектурним пам'ятником XVII–XIX ст. Розташована на території нинішнього Івано-Франківська.

## Історія
Місто-фортецю споруджено в короткий термін 5 місяців (початок будівництва в 1661), за проєктом Франсуа Корассіні з Авіньйону (Франція) у формі правильного шестикутника (з шириною сторони 400 м) з додатковими бастіонами, редутами й фортом. Фортецю будували за останнім словом новітньої фортифікаційної науки, яка вже не передбачала традиційних середньовічних башт, бійниць у стінах, бойового помосту для захисників з внутрішньої сторони. На вістрях шестикутника розташувались бастіони — зовнішні п'ятикутні укріплення, що дозволяли здійснювати фланкуючий мушкетний обстріл уздовж стін. Поперечний розріз стін складав земляний вал завширшки 20-30 м, зміцнений ззовні дубовими колодами. Вже після 15 років заснування Станиславівська фортеця була настільки сильною, що в 1672 змогла зупинити велику турецьку армію, витримавши тривалу облогу.
Роботи над зміцненням Станиславівської фортеці продовжували до середини XVIII ст.
У 1679–1682 інженер Карл Бенуа удосконалив фортецю в напрямі новозбудованого замку — палацу Потоцького. Близько 1680 р. твердиня набирає поздовжнього плану. Як писав французький мандрівник Франсуа де Леран у 1687, «Серед усіх прикарпатських міст найбільшим і найкрасивішим є Станиславів… Його фортифікації вражають своєю довершеністю».
У 1734–1750 частокіл замінили на камінь і цеглу, а арсенал повністю перебудували. Мури стали цегляними, а брами — кам'яними. Всього налічувалося вісім великих і малих фортечних бастіонів. Висота фортечних мурів сягала 10 м. Фортецю оперізували земляні вали, за ними тяглися рови, які заповнювали водою зі ставка на території сучасного парку імені Шевченка і в місто можна було потрапити тільки через перекидні мости, які опускали за допомогою ручних коловоротів — відкривали міські брами Галицьку, Тисменицьку, також Вірменську (Лисецьку) хвіртку. Галицька брама збереглася до нинішнього часу, але розташовується під землею на розі нинішніх вул. Галицької та Новгородської.
Після приєднання Галичини до Габсбурзької монархії (з 1804 — Австрійська імперія, з 1867 — Австро-Угорщина) у 1772 Станиславівська фортеця втратила своє оборонне значення. Імператорським указом від 1804 знесено мури, засипано фортечні рови, а вали розбирали до 1870. По засипаних ровах прокладені вулиці, з каменю і цегли мурів викладено 4 площі, 24 вулиці та побудовано житлові будинки.
До нашого часу збереглася тільки частина оборонного цегляного муру на розі вул. Новгородської та Бельведерської (Фортечний провулок). Реставрація цієї частини завершена в 2012.
У 2018 під час ремонтних робіт комунальники випадково виявили ще одну частину Станиславівської фортеці — так звану Тисменецьку браму. У наш час висувають ідеї щодо відновлення Станиславівської Фортеці.

## Особи
- Єжи Гондорф — комендант у 1738 році, мав прихильне ставлення дідича, гетьмана Юзефа Потоцького[2]
- Христіан Дальке — керував роботами з реставрації фортеці[3]
- Йоган Шільцер (Шюльтцер) — галицький архітектор, інженер, комендант Станиславівської фортеці.[4]